# Андреа Кьярабіні
Андреа Кьярабіні (італ. Andrea Chiarabini, 12 березня 1995) — італійський стрибун у воду.
Учасник Олімпійських Ігор 2012, 2016 років.